# Manihot stipularis
Manihot stipularis är en törelväxtart som beskrevs av Ferdinand Albin Pax. Manihot stipularis ingår i släktet Manihot och familjen törelväxter. Inga underarter finns listade i Catalogue of Life.